# Supereroi (album)
Supereroi è il quarto album in studio del gruppo musicale italiano Il Pan del Diavolo, pubblicato nel febbraio 2017 da La Tempesta Dischi.

## Tracce
1. Sempre in fuga – 2:40
2. Supereroi – 3:13
3. Tornare da te – 3:47
4. Strisce – 3:24
5. Aquila solitaria – 2:49
6. L'amore che porti – 2:51
7. La finale – 3:31
8. Mondo al contrario (feat. Tre Allegri Ragazzi Morti) – 4:09
9. Messico – 2:49
10. Qui e adesso – 3:27
11. Gravità zero (feat. Umberto Maria Giardini) – 6:23

## Formazione
Gruppo
- Pietro Alessandro Alosi - voce, grancassa, chitarra acustica, chitarra elettrica, mandolino, percussioni, frusta, cori
- Gianluca Bartolo - chitarra a 12 corde, chitarra elettrica, chitarra acustica, slide guitar, dobro, percussioni, cori

Altri musicisti
- Brado - cori
- Fabrizio Simoncioni - pianoforte
- Ugo Cappadonia - chitarra elettrica
- Francesco Giampaoli - basso, contrabbasso
- Laura Masotto - violino
- Enrico Molteni - basso in Mondo al contrario
- Davide Toffolo - voce, cori in Mondo al contrario
- Luca Masseroni - cucchiai in Mondo al contrario
- Vincenzo Vasi - theremin in Gravità zero
- Umberto Maria Giardini - voce, cori in Gravità zero